# Archives départementales du Lot
Les archives départementales du Lot sont un service du conseil départemental du Lot, chargé de collecter les archives, de les classer, les conserver et les mettre à la disposition du public.

## Archives numérisées
156 000 documents sont consultables en ligne depuis 2011, dont :
- l’état-civil (du début du XVIIe siècle jusqu’à 1902)
- les listes nominatives de recensement de population de 1836 à 1911
- les plans du cadastre napoléonien
- les registres matricules des conscrits des classes 1887 à 1921
- les tables de décès, successions et absences établies par l’administration fiscale
- des collections de journaux (Journal du Lot de 1861 à 1944, et L’Écho des gourbis de 1915 à 1918)

## Directeurs
- Antoine Cornède (1797-1822)
- Jean-Jacques Carriol (1828-1839)
- Antoine Alazard (1841-1848)
- François Combarieu (1850-1868)
- Louis Combarieu (1869-1898)
- Auguste Petit (1898-1899)
- Victor Fourastié (1899-1929)
- Jacques Dropet (1929-1932)
- Pierre Bayaud (1932-1934)
- Jean Gautier (1934-1936)
- René Prat (1936-1973)
- Christine Constant-Le Stum
- Hélène Duthu-Latour
- Étienne d'Alençon
- Christine Martinez (2021-en cours)

## Pour approfondir